# ボーゲンハウゼン墓地
座標: 北緯48度8分52秒 東経11度36分5秒 / 北緯48.14778度 東経11.60139度

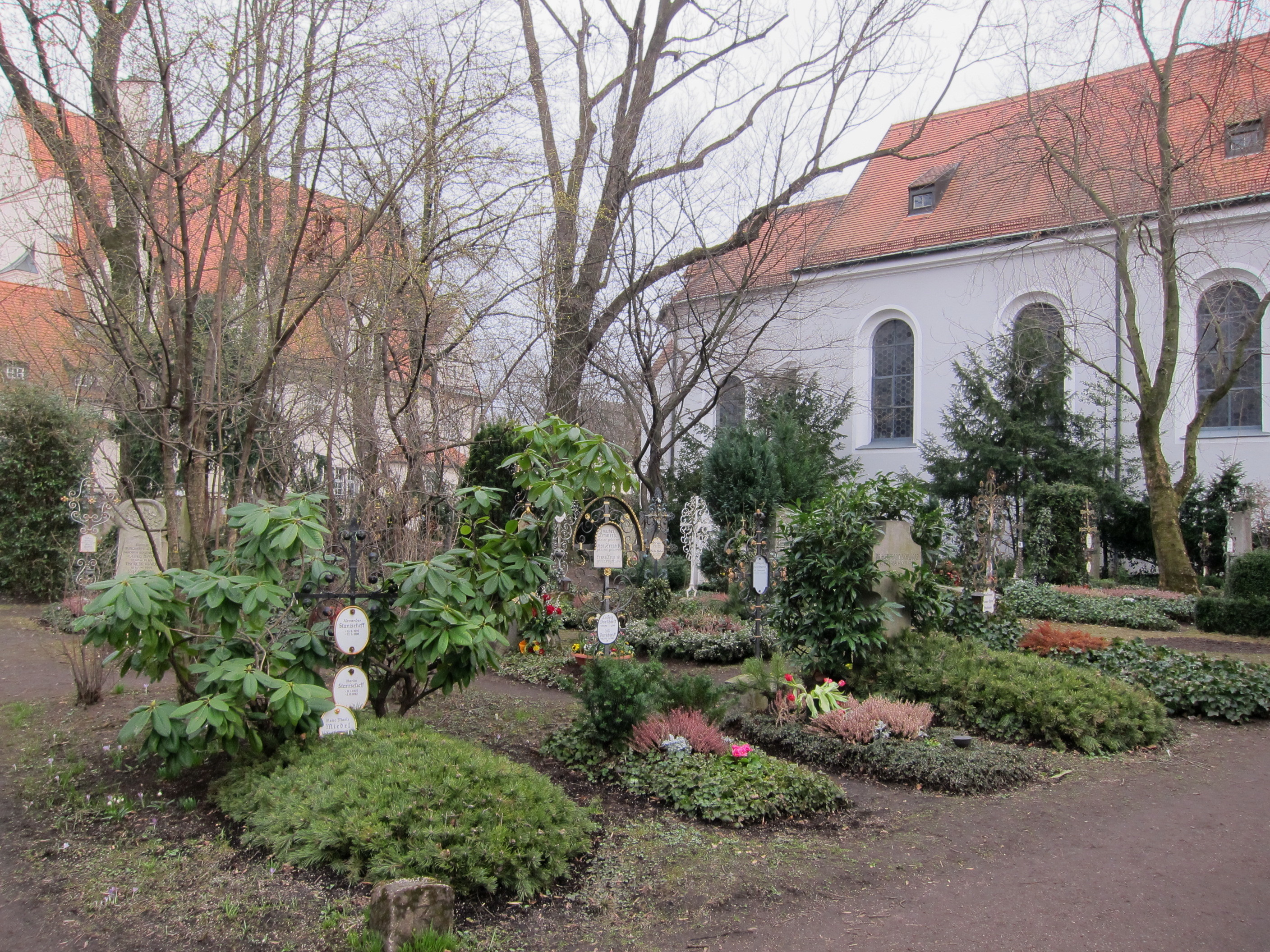
ボーゲンハウゼン墓地（2011年）

ボーゲンハウゼン墓地（ボーゲンハウゼンぼち、Friedhof Bogenhausen）はドイツのミュンヘンにある墓地。イーザル川右岸のボーゲンハウゼン地区に位置しており、後期バロック様式を持つ聖ゲオルク教会の敷地内にある。
敷地は一般の市街地と教会の区域からなっており、20世紀後半以降、この小さな墓地は著名な芸術家の埋葬地とされ、ミュンヘンとドイツの文化と知の歴史を反映したものと見なされている。

## 歴史
墓地はおそらく9世紀に設計され、古くからボーゲンハウゼン家の安息の地となった。1892年にボーゲンハウゼンはミュンヘンに編入されたが、墓地が同市に組み入れられたのは1902年のことだった。墓地は1952年に再設計され、1959年には市街部と3つの埋葬地、および隣接する壁沿いの墓がより開放的に配置された。

## 地所
墓地は聖ゲオルク教会広場にあり、ツタに覆われた壁に囲まれた3つの埋葬地がある。墓地の南部はハインリヒ・ブルート教区教会財団に属しており、北部はその大部分がミュンヘンに属する。
これまでに多くの著名なミュンヘン市民や住民、芸術家、科学者、政治家、公務員、起業家が埋葬されたが、塗装された錬鉄の十字架や、小さい墓碑のある質素な墓が多く、マウゾレウムや大理石の彫刻、天使の石像などがある他の大きな墓地とは大きく異なっている。

## 最寄り駅
- ミュンヘンSバーン - ローゼンハイマー広場駅（ドイツ語版）

## 埋葬要件
埋葬許可は11歳以上で、埋葬期間は15年となっており、そのほかに以下の条件がある。
1. 無料の埋葬地に埋葬すること。
2. 死亡者であること。
3. 死亡日時点で当地区に少なくとも30年間居住した者であること。
4. ミュンヘンに優れた貢献をしたことがミュンヘン市の裁量によって認められた者であること。

## 著名な埋葬者
| - ロルフ・ボイゼン（Rolf Boysen） - 俳優 - ヨーゼフ・ブライトバッハ（Joseph Breitbach） - 作家 - ゲルト・ブリューデルン（Gerd Brüdern） - 俳優・監督 - ヘルムート・ディートル（Helmut Dietl） - 監督 - マックス・ディートル（Max Dietl） - アパレル起業家 - フリードリヒ・ドミン（Friedrich Domin） - 俳優 - タンクレッド・ドースト（Tankred Dorst） - 劇作家 - ベルント・アイヒンガー（Bernd Eichinger） - 映画プロデューサー - ライナー・ヴェルナー・ファスビンダー（Rainer Werner Fassbinder） - 監督 - マックス・クリスティアン・フェイラー（Max Christian Feiler） - 劇作家 - ヨアヒム・フェルナウ（Joachim Fernau） - 作家 - ヘルムート・フィッシャー（Helmut Fischer） - 俳優 - オスカー・マリア・グラーフ（Oskar Maria Graf） - 作家 - ロベルト・グラーフ（Robert Graf） - 俳優 - エルンスト・ハンフシュテングル（Ernst Hanfstaengl） - ナチ党海外新聞局長 - ヴィルヘルム・ハウゼンシュタイン（Wilhelm Hausenstein） - 歴史学者 - マルゴット・ヘルシャー（Margot Hielscher） - 女優 - ギゼラ・ヘーター（Gisela Hoeter） - 女優 - エルンスト・ヒュリマン（Ernst Hürlimann） - 建築家・風刺画家 - エーリッヒ・ケストナー（Erich Kästner） - 作家 - ルイーゼロッテ・エンダーレ（Luiselotte Enderle） - ジャーナリスト - リーゼ・カールシュタット（Liesl Karlstadt） - 女優 - アレクサンダー・ケルスト（Alexander Kerst） - 俳優 - ハンス・クナッパーツブッシュ（Hans Knappertsbusch） - 指揮者 - アネット・コルブ（Annette Kolb） - 作家 - ヴェルナー・クラインドル（Werner Kreindl） - 俳優 - ヨハン・フォン・ラモント（Johann von Lamont） - 天文学者 | - ハンス・リーツァー（Hans Lietzau） - 監督 - ハンスヤコブ・リル（Hansjakob Lill） - 建築家 - ジークフリート・ロヴィッツ（Siegfried Lowitz） - 俳優 - モンティ・リュフトナー（Monti Lüftner） - 音楽プロデューサー - ペーター・デ・メンデルスゾーン（Peter de Mendelssohn） - 作家 - エミール・プレートリウス（Emil Preetorius） - 舞台美術家 - ヘルマン・プローブスト（Hermann Proebst） - ジャーナリスト - ベンノ・ロマイス（Benno Romeis） - 解剖学者 - カール・ロマイス（Karl Romeis） - 彫刻家 - カール・フリードリヒ・ロス（Karl Friedrich Roth） - 肖像画家 - ヨーゼフ・シュルクフーバー（Josef Schörghuber） - 起業家 - ハインツ・シュルツェ＝ヴァレル（Heinz Schulze-Varell） - ファッションデザイナー - ハンス・シュヴァイカルト（Hans Schweikart） - 俳優・監督 - ヴァルター・ゼドルマイヤー（Walter Sedlmayr） - 俳優 - フーゴ・フォン・ゼーリガー（Hugo von Seeliger） - 天文学者 - ヨゼフ・ゼルマイアー・ジュニア（Josef Selmayr Jr.） - 煉瓦製造事業主 - ヨハン・フォン・ゾルトナー（Johann Georg von Soldner） - 天文学者 - ハンス＝ヨッヘン・フォーゲル（Hans-Jochen Vogel） - 政治家 - ペーター・フォーゲル（Peter Vogel） - 俳優 - ルドルフ・フォーゲル（Rudolf Vogel） - 俳優 - グストル・ヴァルドー（Gustl Waldau） - 俳優 - カール・ヴェリー（Carl Wery） - 俳優 - アレクサンダー・ヴィルケンス（Alexander Wilkens） - 天文学者 - ハンス・ヴィマー（Hans Wimmer） - 彫刻家 - マリア・ヴィマー（Maria Wimmer） - 女優 - フリーダ・ヴュストホフ（Freda Wuesthoff） - 弁護士 - ヨナタン・ツェネック（Jonathan Zenneck） - 物理学者 |

かつての埋葬者
- ルドルフ・ケンペ（Rudolf Kempe） - 指揮者（2007年3月にイギリスのストラトフォード＝アポン＝エイヴォンに改葬[2]）
- ツィタ・ツェナー（Zita Zehner） - 政治家（2011年に撤去）

## ギャラリー
- ライナー・ヴェルナー・ファスビンダー
- ベルント・アイヒンガー
- ヨハン・フォン・ラモント
- エーリッヒ・ケストナー
- クナッパーツブッシュ夫妻
- ヨハン・フォン・ゾルトナー
- オスカー・マリア・グラーフ
- マルゴット・ヘルシャー

## 文献
- Dagmar Bäuml-Stosiek, Katharina Steiner Der Friedhof Bogenhausen – Gottesacker für Münchner und Weltbürger. MünchenVerlag, München 2009, ISBN 978-3-937090-42-9
- Lioba Betten – Thomas Multhaup: Die Münchner Friedhöfe – Wegweiser zu Orten der Erinnerung, MünchenVerlag, München 2019, ISBN 978-3-7630-4056-8, S. 90–93